# Slochteren
Slochteren (phát âmⓘ) là một đô thị ở đông bắc Hà Lan.
Slochteren ở trong trung tâm của một mỏ khí thiên nhiên lớn phát hiện vào năm 1959, đảm bảo vị thế xuất khẩu năng lượgn của Hà Lan.

## Trung tâm dân cư
Denemarken, Froombosch, Harkstede, Hellum, Kolham, Lageland, Luddeweer, Overschild, Schaaphok, Scharmer, Schildwolde, Siddeburen, Slochteren,
Steendam, Tjuchem, Woudbloem.